# Life Partners
Life Partners is een Amerikaanse komedie uit 2014, geregisseerd door Susanna Fogel en geschreven door Fogel en Joni Lefkowitz. Het is de eerste speelfilm die Fogel regisseerde. De acteurs die erin meespelen zijn Leighton Meester, Gillian Jacobs, Adam Brody, Greer Grammer, Gabourey Sidibe en Julie White. De film ging op 18 april 2014 in première op het Tribeca Film Festival. Vanaf 6 november 2014 was de film te zien via enkele demand services en vanaf 5 december in een aantal bioscopen.

## Verhaal
De komedie gaat over de vriendschap tussen twee totaal verschillende meiden: de heteroseksuele, ambitieuze en succesvolle advocaat Paige (Jacobs) en de lesbische Sasha (Meester), die de kantjes ervan afloopt. Alles gaat goed tussen de twee vriendinnen, totdat Paige Tim (Brody) ontmoet, een jonge en charmante dokter. Terwijl de relatie tussen de twee serieuzer wordt, moeten Paige en Sasha een manier zoeken om Tim een plaatsje te geven binnen hun vriendschap.

## Rolverdeling
- Gillian Jacobs als Paige
- Leighton Meester als Sasha
- Adam Brody als Tim
- Greer Grammer als Mia
- Gabourey Sidibe als Jen
- Julie White als Deborah
- Abby Elliott als Vanessa
- Kate McKinnon als Trace
- Mark Feuerstein als Casey
- Monte Markham als Ken
- Rosanna DeSoto als de vrouw in de auto
- Elizabeth Ho als Valerie
- Simone Bailly als Angelica
- Beth Dover als Jenn
- Zee James als Claire

## Productie
Susanna Fogel en Joni Lefkowitz ontmoetten elkaar in 2002 bij een cursus komedie-sketches schrijven en werden vriendinnen. Lefkowitz en Fogel speelden in 2008 beide een rol in het online programma Joni & Susanna.
De film is een bewerking van het toneelstuk Life Partners, geschreven door Lefkowitz en Fogel. Het is deels gebaseerd op hun eigen vriendschap en deels geïnspireerd door de vriendschap in de dramatische komedie Walking and Talking van Nicole Holofcener. Het toneelstuk, waarin Amanda Walsh en Shannon Woodward speelden, werd gemaakt als onderdeel van het één akte programma ‘’Unscreened.’’ ‘’Unscreened’’ ontwikkelt en produceert korte toneelstukken van veelbelovende Hollywood schrijvers en geeft hen een sterrencast. Na het succes van Life Partners benaderde Jordana Mallick Lefkowitz en Fogel met de vraag of zij hun toneelstuk zouden willen herschrijven voor een speelfilm.
Lefkowitz en Fogel dachten aanvankelijk aan Kristen Bell en Evan Rachel Wood om de rol van Sasha te spelen, maar toen beide dames zwanger werden, besloten ze de rol aan Leighton Meester te geven. Magnolia Pictures verkreeg de Amerikaanse rechten op de film op 16 mei 2014

### Opnamen
Het verhaal speelt zich af in Minneapolis, Minnesota. Het belangrijkste filmwerk begon in april 2013 en duurde 19 dagen. De film werd voornamelijk opgenomen in Glendale, Californie en Eagle Rock, Los Angeles. Sommige scènes werden gefilmd bij Griffith Park en bij Long Beach, Californie tijdens de Long Beach Lesbian & Gay Pride. Andere scènes werden daadwerkelijk in Minneapolis, Minnesota, gefilmd. De skyline en verschillende oriëntatiepunten in Minneapolis verschenen in de film.

## Ontvangst
Life Partners bracht $8,265 op in Noord-Amerika.
De film heeft een score van 64% op Rotten Tomatoes, gebaseerd op 29 reacties, met een gemiddelde score van 6.1/10. De consensus op de website is als volgt: ‘’Met twee getalenteerde hoofdrolspelers losgelaten in een sitcom-waardig verhaal, doet Life Partners toch niet genoeg om de kijkers’ waardering te verdienen.’’ Op Metacritic heeft de film een score van 57/100, gebaseerd op 15 critici. Zij gaven veelal ‘’gemengde’’ of ‘’gemiddelde’’ beoordelingen